# Хелетури
Хелетури — село в Ботлихском районе Дагестана. Центр сельского поселения Сельсовет «Хелетуринский».

## География
Расположено в 6 км к югу от села Ботлих.

## Население
| 1869 | 1888 | 1895 | 1926 | 1939 | 1959 | 1970 |
| ---- | ---- | ---- | ---- | ---- | ---- | ---- |
| 292  | ↗411 | ↗445 | ↗580 | ↗764 | ↘653 | ↗731 |
| 1989 | 2002 | 2010 | 2021 |      |      |      |
| ↘580 | ↗625 | ↗721 | ↗794 |      |      |      |

## Известные уроженцы
- Шамхалдибир Хелетуринский — наиб имама Шамиля.
- Омаров Гаджи Гаджиевич — доктор медицинских наук, профессор.
- Абдулбасиров, Магомедтагир Меджидович (1935—2003) — общественный и политический деятель. Депутат Государственной думы РФ первого созыва (1993—1995).